# إرتاش
محي الدين إرتاش (بالتركية: Ertaş)‏ (أيضا إرطاش أو أرطش أو بكتاش أو محي الدين باقتش) هو أمير سلجوقي وحاكم دمشق عام 1104.
بعد وفاة مالك شاه ، ادعى تتش التاج السلجوقي، لكنه قتل على يد قوات ابن أخيه بيركياروق بالقرب من الري. بعد ذلك ، انتقل رضوان شقيق إرتش إلى حلب ونصب نفسه الأمير الجديد. أدى إعلان شقيقه الآخر دقاق عن إمارة جديدة في دمشق إلى فصل الدولة السلجوقية السورية إلى قسمين وبدأ التنافس بين الشقيقين. ثم سجن دقاق إرطاش تسع سنوات في بعلبك. بعد وفاة دقاق عام 1104، قام طغتكين، أتابك دمشق برفع إرتاش البالغ من العمر 12 عامًا إلى رتبة أمير. وقد حكم هناك لمدة ثلاثة أشهر حتى تسلل خارج المدينة للتحالف مع بالدوين الأول، ملك القدس، ضد طغتكين. ومع ذلك، انشغلا بالدوين بالتهديد الفاطمي من مصر، ولم يساعده إرتاش وحليفه إيتكين الحلبي، أمير بصرى. تركوا جانب بلدوين وانتقلوا إلى بصرى التي استسلمت لطغتكين عام 1106. ثم انتقل إرتش إلى الرحبة التي كانت مسرحًا لحرب بين الأمير السلجوقي شافلي صقوة وحاكم الحصن محمد بن سباك الذي تعهد بالولاء لـ قلج أرسلان الأول ، سلطان الروم السلجوقي. فاستولى شافلي على الرحبة وانضم إرتاش إلى صفوفه.
لا توجد معلومات أخرى عن إرتاش، ويعتبر من أكثر الشخصيات المجهولة في تاريخ السلجوقي.

## الحياة الشخصية
كان إرتاش الابن الاصغر لتتش بن ألب أرسلان وشقيق دقاق بن تتش ورضوان بن تتش. في سن الثانية عشرة في أكتوبر 1104 حل إرتاش لفترة وجيزة محل ابن أخيه، تتش الثاني البالغ من العمر عامًا واحدًا، كحاكم لدمشق. كان دقاق، شقيق تتش الأول ووالد تتش الثاني، قد سُجن في بعلبك عام 1104، ثم حكمه تاج جوموشتيجين. صدر بناء على أمر من ظاهر الدين طغتكين ومشبوهة من نوايا الأخيرة، وقال إنه هرب إلى حوران حيث أعطاه اللجوء الأمير آيتكين الحلبي من بصرى. هجر الاثنان إلى الفرنجة وساندوا بلدوين الأول في معركة الرملة الثالثة. ثم اعتزل في قلعة الرحبة.